# 3102 Krok
3102 Krok је Амор астероид чија средња удаљеност од Сунца износи 2,151 астрономских јединица (АЈ).
Апсолутна магнитуда астероида је 15,6.